# Erysimum sintenisianum
Erysimum sintenisianum är en korsblommig växtart som beskrevs av Joseph Friedrich Nicolaus Bornmüller. Erysimum sintenisianum ingår i släktet kårlar, och familjen korsblommiga växter. Inga underarter finns listade i Catalogue of Life.